# Yolande Uyttenhove
Yolande Uyttenhove (Leuze, le 25 juillet 1925 - Bruxelles, le 2 février 2000), compositrice et pianiste belge.

## Biographie
Yolande Uyttenhove a obtenu 7 premiers prix au Conservatoire royal de Bruxelles. Diplômée de la Royal Academy de Londres et du Concours international de composition Vercelli (Italie), elle obtient la médaille d'or au Concours international de composition Lutèce à Paris pour sa sonate pour violon et piano op 95. Elle a composé plus de 200 œuvres. Elle a fondé en 1972 l'Académie de musique de Braine-l'Alleud, dont elle a été directrice jusqu'en 1990.
De 1990 à 2000, avec son époux René De Macq, lui-même flûtiste, elle donnera en Europe et aux États-Unis des conférences-concerts sur le thème des femmes compositrices à travers les âges. Elle donnera ses conférences-concerts dans des lieux prestigieux tels que le Wellesley College, Cambridge (Harvard) et en, avril 1998, l'Université d'État de Californie.
Administratrice de l'Union des compositeurs belges, elle reçoit les prix Martin Lunssens, Fuga et le diplôme d'honneur de la SABAM.
Elle reçoit aussi la médaille de bronze des Arts-Sciences-Lettres de France à l’âge de 24 ans.
À l’occasion du 200e anniversaire de l’exécution de Marie-Antoinette, elle se produit à la Conciergerie. Elle est l’auteur du livre Marie-Antoinette, Reine et musicienne.
Elle est inhumée au Cimetière de Bruxelles à Evere.

## Décoration
- Officier de l'ordre de Léopold[1]

## Sources
1. ↑  https://www.crescendo-magazine.be/yolande-uyttenhove-leuzoise-pianiste-virtuose-compositrice-conferenciere/

- Éliane Gubin e.a., Dictionnaire des femmes belges : XIXe et XXe siècles, Bruxelles, Racine, 2006, 456 p. (ISBN 978-2-87386-434-7, LCCN 2007429078, lire en ligne)